# Catastenus femoralis
Catastenus femoralis là một loài tò vò trong họ Ichneumonidae.